# Wallstraße 48–52 (Quedlinburg)

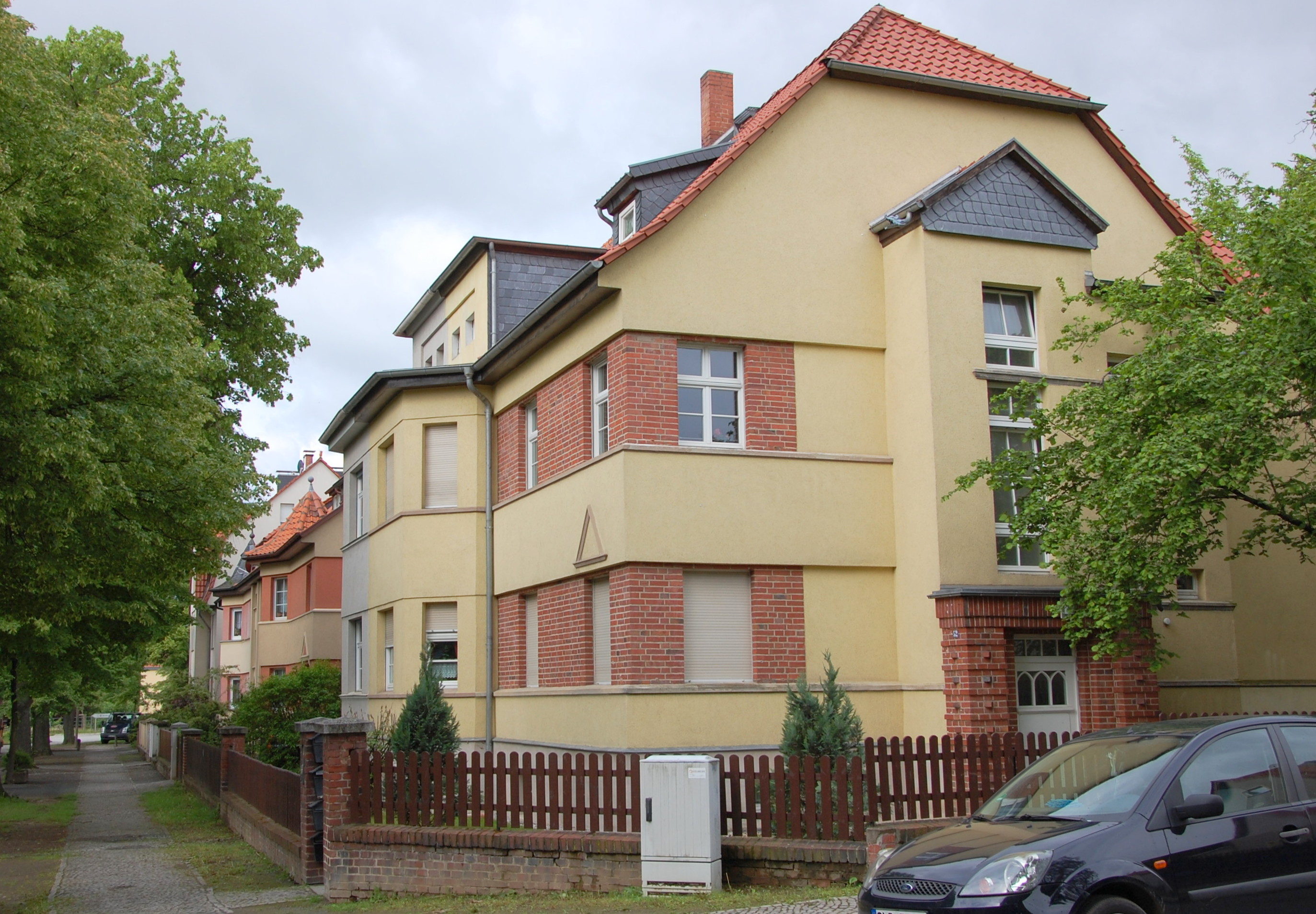
Wallstraße 48–52, Ecke Damaschkestraße

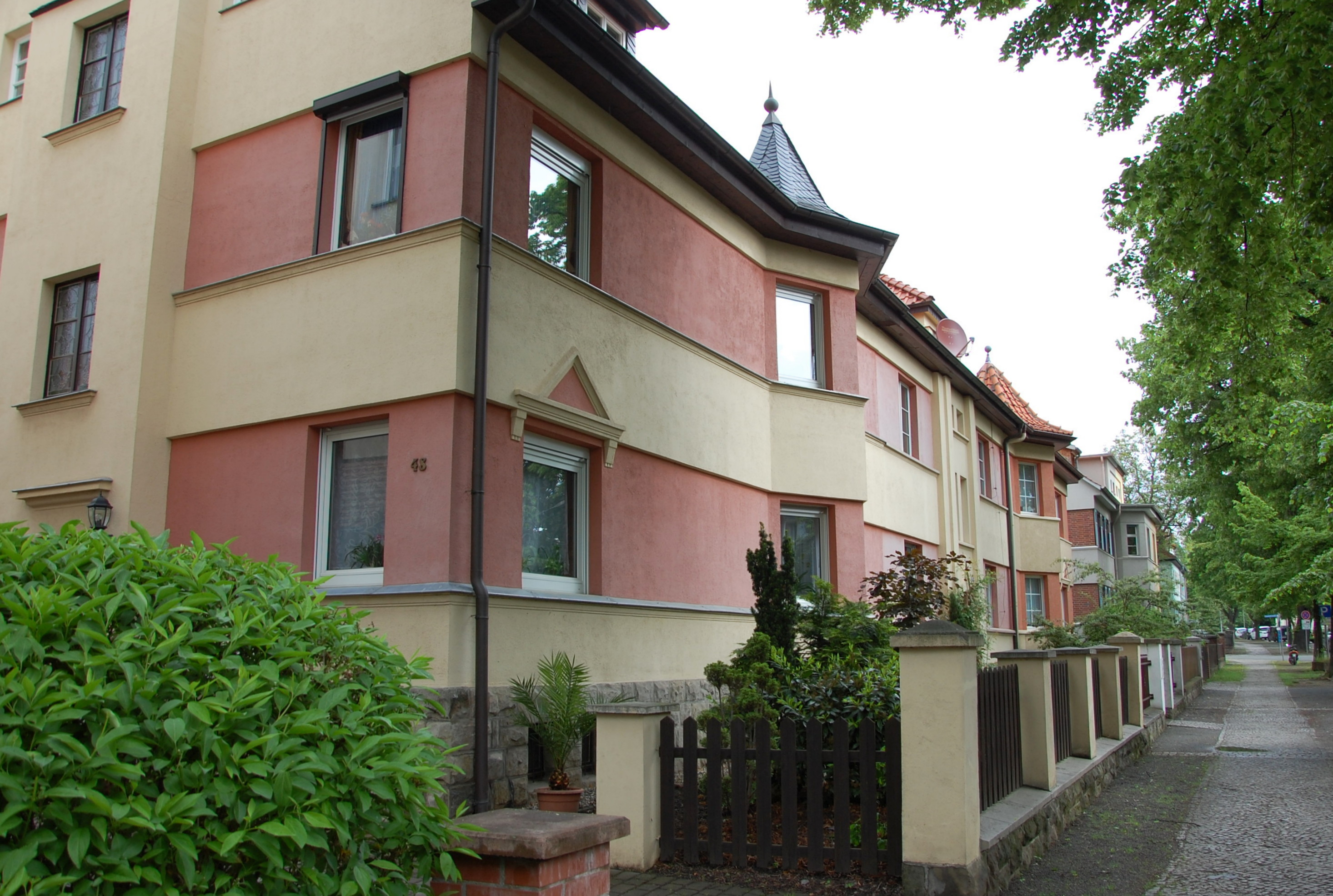
Blick von Süden

Wallstraße 48–52 ist die Bezeichnung einer denkmalgeschützten Häusergruppe in Quedlinburg in Sachsen-Anhalt. 

## Lage
Die Häusergruppe ist im Quedlinburger Denkmalverzeichnis eingetragen und befindet sich nordwestlich der historischen Quedlinburger Altstadt auf der Westseite der Wallstraße, südlich der Einmündung der Damaschkestraße.

## Architektur und Geschichte
Die beiden langen Siedlungshäuser wurden von Hermann Baranke im Zeitraum zwischen 1926 und 1929 errichtet. Die Fassaden der Häuser sind verputzt und mit Verzierungen in Formen des Expressionismus versehen. Auch Fenster und Türen entsprechen zum Teil noch dem Erscheinungsbild der Bauzeit.